# Обычные люди (Чёрное зеркало)
«Обы́чные лю́ди» (англ. Common People) — первый эпизод седьмого сезона британского научно-фантастического телесериала «Чёрное зеркало». Сценарий написали создатель сериала Чарли Брукер и Биша К. Али, а режиссёром выступила Элли Панкью. Премьера наряду с остальной частью седьмого сезона состоялась 10 апреля 2025 года на Netflix.
По сюжету эпизода, женщине (Рашида Джонс) для поддержания жизни необходимо оплачивать дорогостоящую подписку, стоимость которой растёт вместе с сопутствующими ограничениями, а её муж (Крис О’Дауд) готов пойти на отчаянные поступки, дабы покрыть расходы.
Эпизод получил положительные отзывы критиков, которые высоко оценили игру актёров, проблематику и концовку.

## Сюжет
Сварщик Майк Уотерс (Крис О’Дауд) и школьная учительница Аманда (Рашида Джонс) женаты уже три года и пытаются зачать ребёнка. Однажды во время урока Аманда теряет сознание, и в больнице ей диагностируют неоперабельную опухоль мозга. Майк знакомится с Гейнор (Трейси Эллис Росс), представителем технологического стартапа Rivermind Technologies. Гейнор объясняет, что Rivermind может удалить опухоль и заменить удалённую мозговую ткань синтетической, работающей на их серверах. Хотя операция бесплатная, паре приходится оплачивать ежемесячную подписку, чтобы поддерживать работу импланта.
Поначалу паре кажется, что услуга помогает Аманде, но со временем они сталкиваются с рядом ограничений, которые можно обойти, расширив подписку до уровня «Плюс». Майк оплачивает «Плюс», собирая средства на Dum Dummies — мусорном стриминговом сайте, где пользователи за деньги выполняют унизительные задания, предлагаемые зрителями.
На следующую годовщину Майк покупает 12-часовой Lux, который позволяет пользователям управлять своими эмоциями и ощущениями. Аманда повышает до максимума уровень удовольствия, в результате чего она весь вечер ведёт себя эксцентрично.
Когда на работе узнают о прямых трансляциях Майка на Dum Dummies, у него возникает конфликт с коллегами, приведший к производственной травме, и в конечном счёте его увольняют. Пара пытается добиться отсрочки на оплату подписки, однако Гейнор отказывает им, а также сообщает, что за беременность придётся дополнительно платить.
Год спустя Майк продаёт неиспользуемую детскую кроватку. Аманда вернулась на «обычный» тариф: не может выехать за пределы округа, спит по 16 часов в сутки и транслирует рекламу, когда бодрствует. В конце концов Майк покупает 30 минут элитного тарифа Lux и повышает безмятежность жены. Аманда просит мужа покончить с этим. Когда время истекает, Майк душит Аманду подушкой, после чего, держа в руке канцелярский нож, уходит в комнату, в которой вёл трансляции на Dum Dummies.

## Производство

### Сценарий
«Обычные люди» были написаны Бишей К. Али совместно с создателем сериала Чарли Брукером. Первоначально Брукер задумывал лёгкий комедийный эпизод про человека, которому нужно оплачивать подписку, чтобы продолжать жить. Идея пришла ему в голову, когда он слушал подкаст, в ходе которого ведущий прерывался для показа рекламы, а затем продолжал рассказ. Джонс после первого прочтения сценария заявила, что концовка показалась ей «жестокой», однако потом она изменила своё мнение, назвав решение Аманды проявлением любви — та предпочла умереть, нежели наблюдать, как любимый человек страдает.

### Кастинг
Росс и Джонс согласились сняться в эпизоде ещё до того, как получили сценарий. Ранее Джонс была соавтором эпизода третьего сезона «Нырок».

## Критика
Эпизод получил в целом положительные отзывы, хотя Vulture в своём обзоре критически отметили, что он смешан в тональном, повествовательном и тематическом плане.
На сайте-агрегаторе рецензий Rotten Tomatoes эпизод получил рейтинг свежести 80 % на основе 10 рецензий критиков.
Луиза Меллор из Den of Geek оценила эпизод на 3/5 звёзд. Прома Хосла из Mashable посчитала этот эпизод вторым самым пессимистичным в сериале после «Момента Валдо», описав его как «кошмар, который кажется ужасающе возможным» в условиях капитализма, использующего технологии для ухудшения жизни.